# Karl Ruhmann
Karl Ruhmann (* 23. Februar 1897; † 4. April 1972) war ein österreichischer Papierfabrikant und Zinnsammler, der die größte private Zinnsammlung in Europa aufbaute, die Zinnsammlung Dr. Karl Ruhmann. Er betätigte sich als Experte zu Fragen wie Punzierungen, Meisterzeichen, Bleinachweisen, Zinnpest, Herkunfts-, Qualitäts- und Alterskategorisierungen, Klassifizierungen oder Beurteilungen. Seine Fachbibliothek genießt internationalen Ruf.

## Leben
Karl Ruhmann wurde 1897 als jüngster der vier Söhne von Moritz Ruhmann (1858–1936) und Clementine Ruhmann-Koessler in die Industriellenfamilie Ruhmann geboren, sein Großvater war der Papierindustrielle Adolf Ruhmann (1832–1920). Bereits als Kind begann er, erste Gegenstände aus Zinn zu sammeln. Im Ersten Weltkrieg leistete er wie seine Brüder als Reserveoffizier Dienst und wurde wegen Tapferkeit ausgezeichnet. Sein ältester Bruder Georg wurde bei Lemberg schwer verwundet und starb kurz nach dem Krieg, möglicherweise an der Spanischen Grippe.
Nach dem Krieg studierte Ruhmann Rechtswissenschaft und wurde promoviert. Zusammen mit seinen beiden anderen Brüdern, Franz und Alfred, trat er nach Kriegsende in das elterliche Unternehmen ein. Dort gelang es ihm, seine Idee umzusetzen, zusätzlich zur Papierproduktion auch Bieruntersetzer herzustellen.
In den 1930er-Jahren übernahmen und führten Karl Ruhmann und seine Brüder Franz und Alfred selbständig das Familienunternehmen.

### Zweiter Weltkrieg
Nach dem Anschluss Österreichs an das Deutsche Reich im März 1938 wurden die Ruhmann-Brüder als „Nicht-Arier“ zum Verkauf des Familien-Unternehmens „Guggenbacher Maschinenpapier-Fabrik Adolf Ruhmann“ gezwungen. Bei dieser Arisierung erhielt die Familie nichts aus dem Verkauf.
Als Bestandteil des Vertrags mussten die drei Brüder legal nach Jugoslawien gebracht werden; von 1939 bis 1941 lebten sie in Zagreb. Nach dem deutschen Einmarsch in Jugoslawien im April 1941 flohen  die Brüder Ruhmann in Richtung Dalmatien. Sie waren inzwischen fast mittellos. Die Brüder schlugen sich in das italienisch besetzte Dubrovnik und anschließend wieder nach Split durch. Die italienische Militärverwaltung duldete keine Einmischung durch die Deutschen, wodurch man dort wenigstens Handel treiben und Geschäfte machen konnte. Karl Ruhmann handelte, kaufte Waren,  unter anderem in Mailand, für Dalmatien ein und verkaufte dalmatinische Produkte nach Italien, um Geld für das Überleben zu beschaffen. Katharina Hofer (1910–2000), seine spätere zweite Frau, half ihm dabei ganz wesentlich bei der Organisation und als Dolmetscherin. Von Verwandtenbesuchen im Südtirol war sie bereits mit Italien vertraut und hatte zusätzlich Erfahrungen von ihren eigenen Verhören durch die Gestapo im Sommer 1938 in ihrer Heimatstadt Innsbruck. Als Italien 1943 aus dem Bündnis mit Großdeutschland ausschied, flüchteten Karl und Katharina Ruhmann illegal in die Schweiz, wo sie interniert wurden. Karl Ruhmann leistete bis zum Kriegsende für die Eidgenossenschaft Arbeitsdienste. Seine beiden Brüder blieben zunächst in Dalmatien, dann bis zum Kriegsende in Kroatien. Kurz nach Kriegsende starb Alfred mit 50 Jahren im September 1945 in Zagreb und Franz im Juli 1946 mit 56 Jahren. Über die Umstände des Todes ist nichts bekannt.

### Nachkriegszeit
Karl Ruhmann war der einzige Überlebende der Ruhmann-Familie. Nach Kriegsende kehrten Karl Ruhmann und seine nunmehrige zweite Frau Katharina Ruhmann nach Österreich zurück und kämpften um die Restitution des 1938 abgepressten Ruhmann-Besitzes. Nach fast sechsjährigem Gerichtsverfahren wurde 1951 die relativ kleine Fabrik Trattenmühle in Wildon samt Herrenhaus und ca. 17 ha Land sowie die technisch veraltete Zellulosefabrik in Krems zurückgegeben. Dies entsprach ca. 7 % des Vorkriegsvermögens. Die Restitutionsverfahren um den wesentlich größeren Teil des Ruhmann-Unternehmens zogen sich neun Jahre hin. Erst im Jahr 1954 wurde seitens einer großen Druckerei des Landes Steiermark ein Vergleichsvorschlag über 4,9 Mio. Schilling Entschädigung unterbreitet und von der entnervten Familie Ruhmann angenommen. Mit diesem Geld konnten in der 100-Mann-Fabrik Wildon die veralteten Maschinen wieder betriebsbereit gemacht und modernisiert werden. Es kamen auch viele Bestandteile der Sammlungen von Karl Ruhmann und seinen Brüdern von verschiedenen Museen wie aus Innsbruck oder Wien wieder zurück, etliche Kunstwerke konnten auch bei Kollaborateuren des NS-Regimes sichergestellt werden. Zum Dank dafür gestaltete Karl Ruhmann in den 1960er-Jahren mehrere Gemälde- und Zinnausstellungen, unter anderem in Innsbruck. Er schenkte auch mehrere kostbare Gläser in Erinnerung an seinen Bruder Franz an Museen wie das Museum für angewandte Kunst und das Stadt-Museum in Wien.
Beruflich gelang es Karl Ruhmann in Wildon die Bierdeckel-Produktion wie in den 1930er-Jahren wirtschaftlich sehr erfolgreich wieder aufzubauen. Bald war die Wildoner Ruhmann-Fabrik wieder ein seit den 1920er-Jahren weltweit bekannter und angesehener Bierdeckel-Spezialist, jetzt aber unter dem Namen „Ruhmann KG Wildon“. Privat konzentrierte er sich mit seiner Frau Katharina auf den nach dem Krieg erworbenen neuen Wohnsitz im Tessin sowie auf das restituierte Herrenhaus in Wildon und erwarb auch einen neuen Wohnsitz in Wien.
Karl Ruhmann ging verschiedenen Hobbys nach. Als Naturliebhaber war er als Jäger und Heger aktiv und betätigte sich als Tierfilmer (Filmpreis 1936 für seinen Schwarz-Weiß-Film „Die letzten Silberreiher am Neusiedler See“). Weiters hinterließ er einen heute noch existierenden Alpengarten und seine großzügige Voliere im Wildoner Ruhmann-Areal. Er widmete sich mit großem Verve dem Kunst- und Sammelbereich, neben Bildern, Plastiken, Möbeln, Uhren etc. vor allem seinem seit frühester Jugend bevorzugten Edelzinn und erlangte den Status einer Koryphäe auf diesem Gebiet.
Karl Ruhmann starb 1972. Nach seinem Tod führte seine Frau Katharina den Wissens-Austausch mit anderen Zinnsammlern fort. Da das Ehepaar keine Nachkommen hatte, überschrieb Katharina Ruhmann-Hofer das ganze verbliebene Vermögen zur Erhaltung der Zinnsammlung und der sonstigen kulturellen Besonderheiten im Ruhmann-Areal (Herrenhaus, Nullerl-Haus, Alpengarten, Voliere etc.) auf die „Dr. Ludwig Karl Ruhmann-Stiftung“ in Vaduz, die seitdem das Zinnmuseum auf dem Ruhmannschen Gut "Trattenmühle" in Wildon unterhält.